# Géographie du Colorado

Carte géographique de Colorado

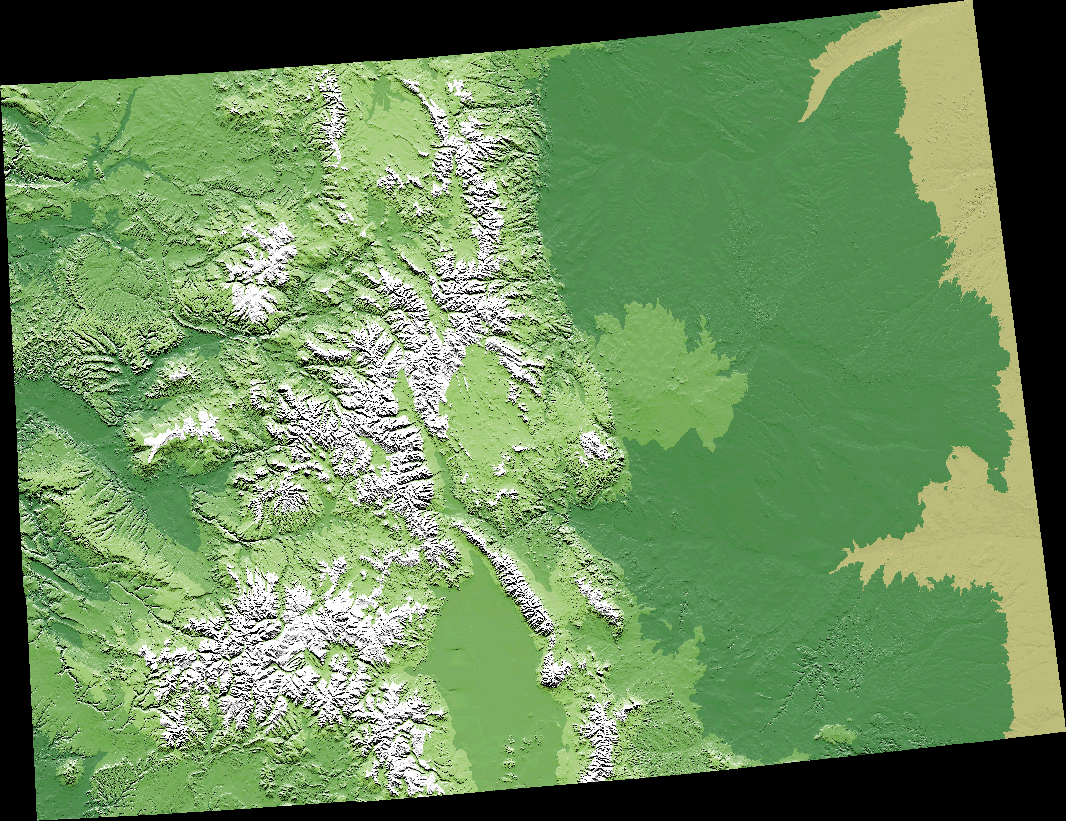
Relief du Colorado

La géographie du Colorado est composée de terrain montagneux, de grandes plaines, de canyons, de désert et de mesas. Le mont Elbert s'élève à 4 401 m près de Leadville et constitue le point culminant de l'État et des Montagnes Rocheuses. Le Colorado a environ 550 sommets au-dessus de 4 000 m. C'est le seul État entièrement au-dessus de 1 000 m.

## Régions

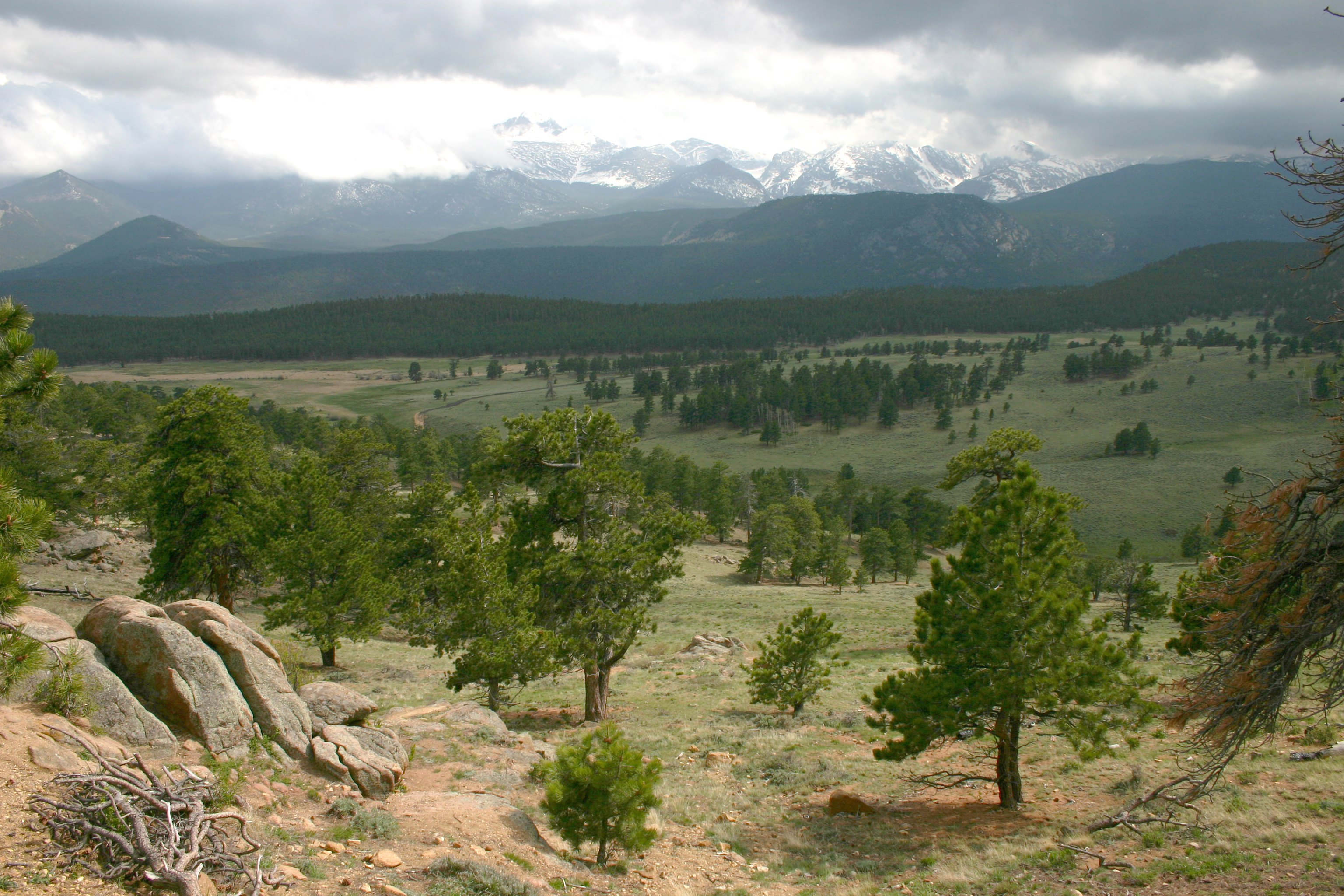
Rocky Mountain National Park

À l'est des Rocheuses s'étendent les plaines de l'est ou les Hautes Plaines des États-Unis (la section des Grandes Plaines s'étalant de 1 100 à 2 100 m d'altitude).
Les plaines sont peu densément peuplées avec la plupart des habitants vivant le long de la South Platte et de l'Arkansas. La pluie est peu abondante (moyennant environ 380 mm/an). L'irrigation est pratiquée mais la région est très tournée vers l'aridoculture ou le ranching. Le blé d'hiver est une source de subsistance et la plupart des petites villes de la région sont pourvues d'un château d'eau et d'un silo à grain.
La plupart de la population vit le long du côté oriental des Rocheuses dans le Front Range Urban Corridor. Cette région est partiellement abritée par les montagnes des fréquentes tempêtes venant de l'ouest.

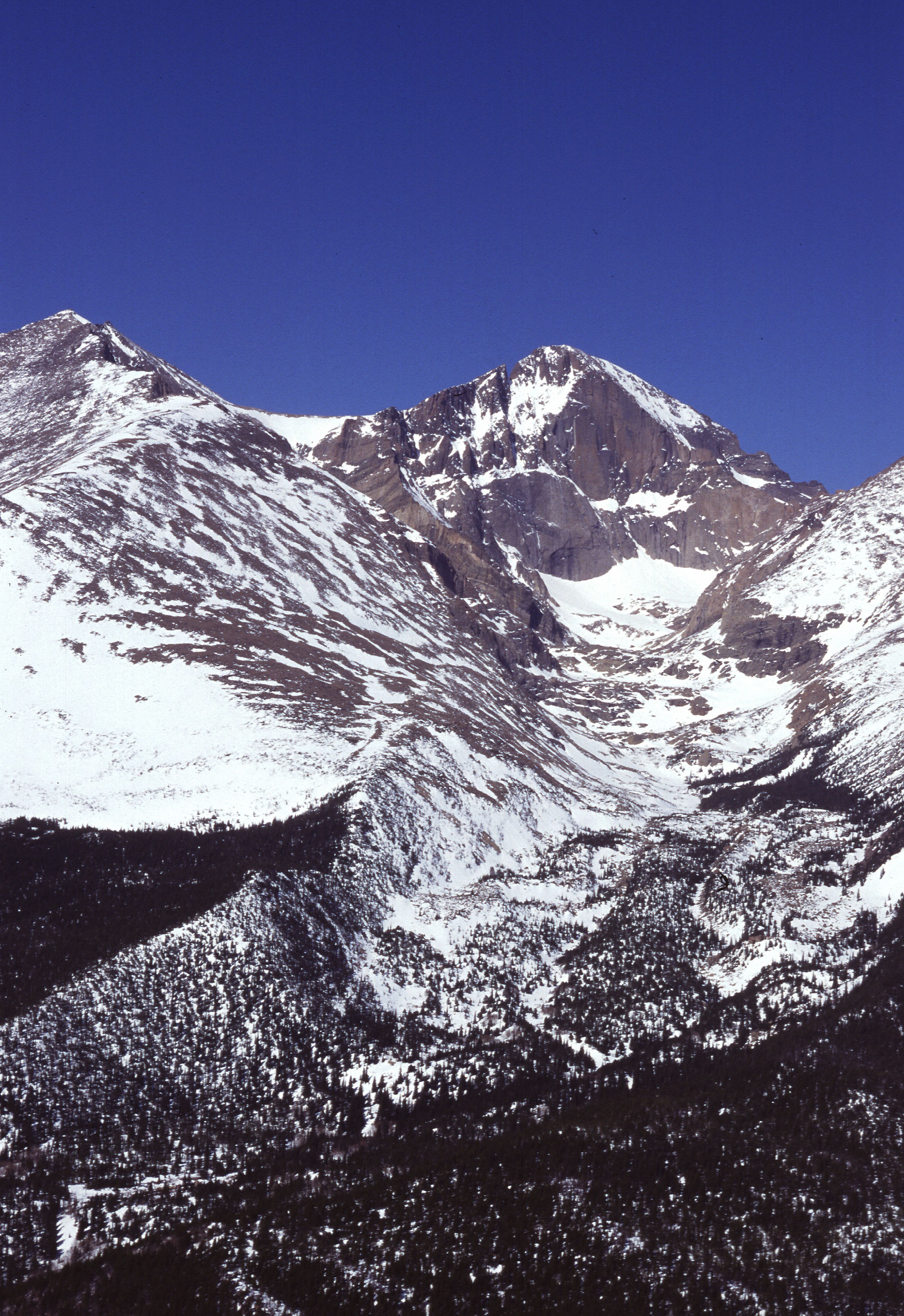
Pic Longs (4345 m) dans le parc national de Rocky Mountain.

La pente orientale des Rocheuses comprend notamment le pic Longs, le mont Evans, le pic Pikes et les pics Spanish près de Walsenburg au sud. C'est une région boisée et partiellement urbanisée. L'urbanisation a conduit au boisage et pâturage qui ont entrainé l'accumulation de combustible. Durant la sécheresse de 2002 des feux de forêts ont dévasté la région.
La ligne de partage des eaux parcourt la crête des Montagnes Rocheuses. La pente Ouest draine les eaux pluviales dans le Colorado. À l'ouest de celle-ci l'on trouve montagnes, mesas, canyons et déserts.
À l'intérieur des Rocheuses se trouvent plusieurs grands parcs ou de larges bassins élevés. Au nord, à l'est de la crête se trouve le North Park qui est drainé par la North Platte. Un peu au sud, à l'ouest de la crête se trouve Middle Park. La South Platte prend sa source à South Park. Au sud se trouve la vallée de San Luis, la source du Río Grande. De l'autre côté du chaînon Sangre de Cristo à l'est se trouve la vallée Wet Mountain. Ces bassins, notamment la vallée de San Luis, s'étendent le long du rift du Rio Grande.
Les Montagnes Rocheuses du Colorado comprennent 54 sommets d'au moins 4 270 m. Les forêts sont constituées de trembles et de conifères à une altitude d'environ 3 650 m au sud et à  environ 3 200 m au nord de l'État ; au-delà, on ne trouve que de la végétation alpine. Les Rocheuses ne sont recouvertes qu'en hiver ; la neige disparait à la mi-août, sauf pour quelques petits glaciers. La Colorado Mineral Belt, s'étendant des monts San Juan atteint Boulder et s'étend jusqu'à Central City, abrite la plupart des districts miniers d'or et d'argent du Colorado.

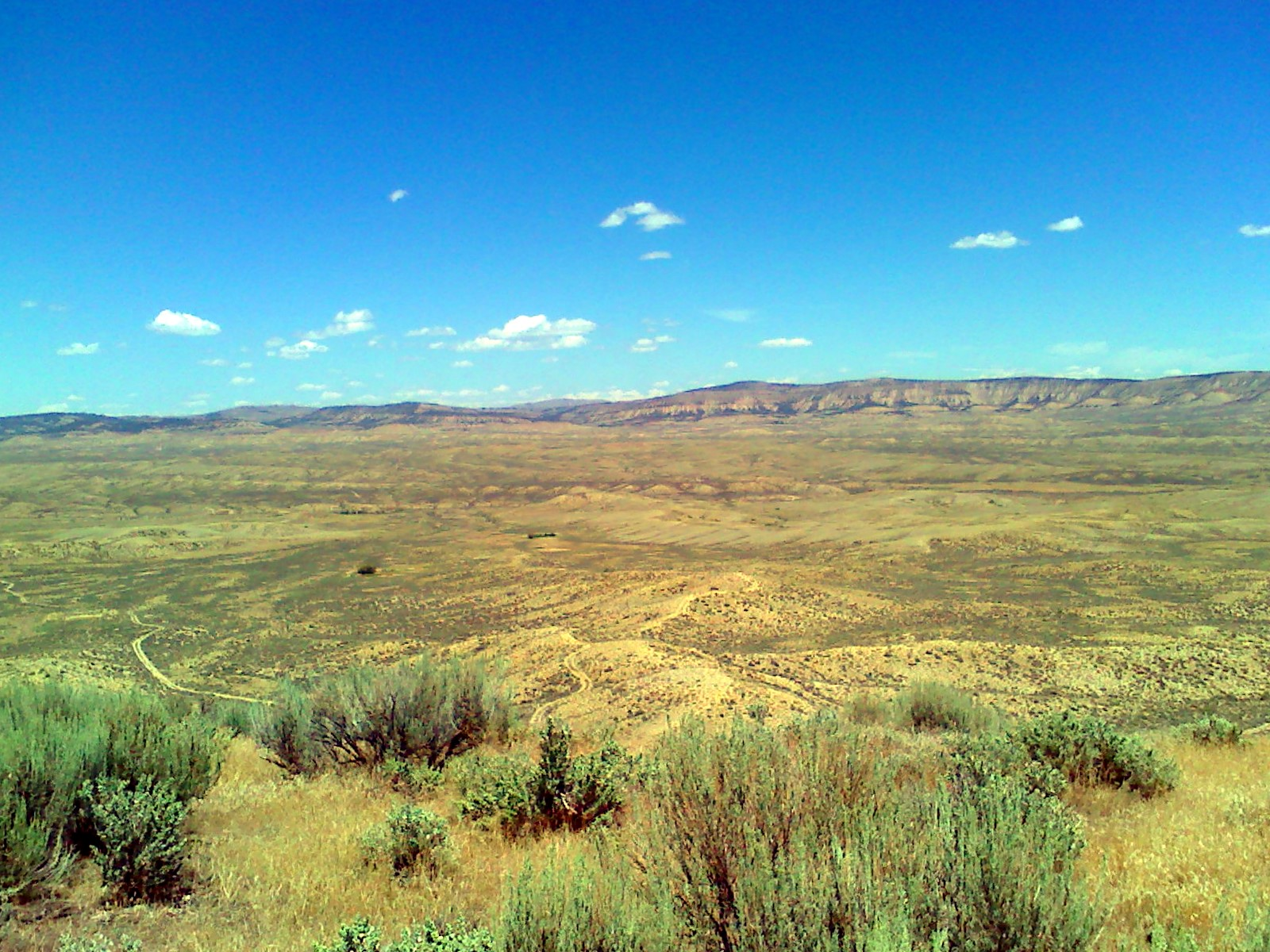
Landes d'armoise du nord-ouest du Colorado, dans le Wolf Creek Wildlife Management Area.

La pente ouest est principalement drainée par le Colorado et ses affluents. Au sud sont les monts San Juan, une chaîne rugueuse, avec à l'ouest le Plateau du Colorado, un haut désert bordant le sud de l'Utah. Grand Junction est la plus grande ville de la pente ouest, desservie par l'autoroute I-70. Au sud-est de celle-ci se trouve Grand Mesa. Plus à l'est se trouvent les stations de ski d'Aspen, Vail, Crested Butte et Steamboat Springs. L'angle nord-ouest de l'état est pour la plupart constituée de landes et prairies faiblement peuplées.
D'ouest en est, l'état comprend bassins arides, canyons et mesas, devenant plateaux arides, puis montagnes alpines, enfin les herbages des Grandes Plaines. Le mont Elbert est le plus haut sommet des montagnes Rocheuses. Le pic Pikes se trouve juste à l'ouest de Colorado Springs et est visible depuis la frontière du Kansas par beau temps.

## Frontières
Tout comme ses voisins le Wyoming et l'Utah, le Colorado est délimité selon la loi par des lignes rectilignes, celles de parallèles — 37°N à 41°N de latitude et du 25e méridien à l'ouest de Washington (à environ 102°O) au 32e méridien à l'ouest de Washington (à environ 109°O) de longitude — et s'apparente ainsi à un rectangle géosphérique ou un trapèze isocèle (la frontière nord est plus courte que la frontière sud d'environ 35 km),. En raison de l'absence d'outils de précision à l'époque, tels que les satellites, le traçage des frontières de l'État n'a pas reproduit rigoureusement les lignes rectilignes indiquées par la loi : les frontières du Colorado comportent ainsi 697 côtés. Ce sont les lignes tracées qui prévalent, plutôt que les lignes définies par la loi, selon les décisions de justice. Selon l'universitaire Christian Montès, le Colorado constitue « le premier exemple de limites uniquement "états-uniennes", indépendantes des lignes de partage datant des débuts de la colonisation européenne, qui avaient tout de même perduré trois siècles », en étant « formé en 1861 à partir de territoires déjà établis : l’Utah, le Nouveau-Mexique, le Nebraska et le Kansas, dont les délimitations avaient suivi les logiques plus anciennes des Espagnols, Français et Anglais ».